# 克列孟梭街
克列孟梭街（阿拉伯语：‎）是黎巴嫩贝鲁特的一条商业和住宅街道，得名于第一次世界大战期间的法国总理乔治·克列孟梭。克列孟梭街一带是战前该市最国际化的地区之一，有基督徒，穆斯林，德鲁兹和犹太人。
这条街东西走向，与位于Bliss 街的贝鲁特美国大学在步行距离之内。
克里孟梭街以其众多的医疗机构著称，如贝鲁特美国大学医学中心（AUBMC）、黎巴嫩儿童癌症中心和克列孟梭医疗中心（属于约翰霍普金斯医学国际）。École Supérieure des Affaires也位于克莱孟梭街。克莱孟梭街上还有55,000平方米的商业综合体Centre Gefinor，建于20世纪60年代后期，由奥地利建筑师维克多·格鲁恩设计。